# Eilema helveola
Eilema helveola là một loài bướm đêm thuộc phân họ Arctiinae, họ Erebidae.